# Alliance to Feed the Earth in Disasters
Alliance to Feed the Earth in Disasters (zkráceně ALLFED) je americká nezisková organizace, která se zaměřuje na hledání řešení, jak zajistit výživu lidstvo v případě kolapsu zemědělství. K takovému kolapsu by mohlo dojít například v případě silné sopečné erupce, rozsáhlého výpadku proudu (tzv. blackoutu), kybernetické války nebo jaderné války. K vyřešení tohoto problému, zkoumají buď odolné plodiny (jako jsou houby, brambory nebo řepa), nebo alternativní zdroje potravy (jako jsou mořské řasy, jednobuněčné proteiny nebo koncentrát listových bílkovin).
David Denkenberger spolu s Joshuou Pearcem napsali v roce 2014 knihu Feeding Everyone No Matter What, která pojednává o různých technologiích, které umožňují získat potravu pro lidstvo v případě kolapsu zemědělství. O několik let později pak založil organizaci Alliance to Feed the Earth in Disasters, aby dále rozvíjel výzkum na toto téma.